# Angelo Leosini
Angelo Leosini (Preturo, 5 gennaio 1818 – L'Aquila, 30 dicembre 1881) è stato uno scrittore e storico italiano.

## Biografia
Nato nel 1818 a Preturo, attuale frazione dell'Aquila, in una famiglia benestante, conseguì la laurea in giurisprudenza nel 1842. 
Nel 1848, durante il periodo costituzionale del Regno delle Due Sicilie, Leosini ricoprì il ruolo di intendente dell'Aquila. In seguito, partecipò attivamente alla difesa della Repubblica di San Marco, durante i moti rivoluzionari che ebbero luogo in Italia nella metà del XIX secolo. Terminata questa esperienza, tornò all'Aquila, dove continuò la sua attività letteraria e storica, incentrata soprattutto sulla storia cittadina. Fu professore al liceo dell'Aquila e membro di vari enti, organizzazioni e associazioni di carattere storico-artistico. Morì all'Aquila nel 1881.

### Contributi alla Storiografia
Angelo Leosini è noto soprattutto per la sua opera "Biografia degli uomini illustri della città di L'Aquila e sue diocesi", pubblicata nel 1847. Questa monumentale opera è una raccolta biografica che documenta la vita e le opere di numerosi personaggi illustri della città dell'Aquila e delle aree circostanti. Leosini si concentrò in particolare sulle famiglie nobili locali, ricostruendo genealogie e documentando eventi storici significativi attraverso fonti primarie e testimonianze dirette.
Oltre alla sua opera principale, Leosini scrisse anche numerosi manoscritti riguardanti le famiglie nobili aquilane estinte, ma i cui rami collaterali erano ancora fiorenti. Questi manoscritti rappresentano una preziosa fonte di informazioni sulla genealogia e la storia delle famiglie nobili dell'Aquila, e sono oggi conservati in vari archivi e biblioteche locali.

## Opere
- "Monumenti storici artistici della città di Aquila e suoi contorni colle notizie de' pittori, scultori, architetti ed altri artefici che vi fiorirono" (1848): Quest'opera documenta i monumenti storici e artistici dell'Aquila, fornendo informazioni dettagliate sugli artisti che vi operarono, e rappresenta una risorsa inestimabile per la comprensione del patrimonio culturale della città.
- "Annali della città dell'Aquila" (1883-1886): Pubblicati postumi e curati dal nipote Giuseppe, questi annali rientrano nel filone delle cronache aquilane e attingono ampiamente agli ultimi volumi dei manoscritti di Anton Ludovico Antinori sulla storia aquilana, conservati nella Biblioteca provinciale "S. Tommasi" di L'Aquila. Quest'opera rappresenta una continuazione e un approfondimento delle cronache storiche locali.
- Manoscritti sulle famiglie nobili aquilane: Leosini scrisse anche numerosi manoscritti riguardanti le famiglie nobili aquilane estinte, ma i cui rami collaterali erano ancora fiorenti. Questi manoscritti sono una preziosa risorsa per lo studio della genealogia e della storia sociale dell'Aquila.
- Saggi e Articoli: Oltre alla sua opera principale, Leosini ha pubblicato numerosi saggi e articoli su riviste storiche, trattando vari aspetti della storia dell'Aquila e delle Marche. Questi scritti, sebbene meno noti, sono ugualmente importanti per la comprensione del contesto storico locale.